# Campionati italiani di sci alpino 1973
I Campionati italiani di sci alpino 1973 si svolsero a Ponte di Legno e al Passo del Tonale dal 22 al 24 febbraio; il programma incluse gare di discesa libera, slalom gigante, slalom speciale e combinata, sia maschili sia femminili.

## Risultati

### Uomini

#### Discesa libera
| Pos. | Atleta             | Nazione | Tempo   |
| ---- | ------------------ | ------- | ------- |
| 1    | Roland Thöni       | Italia  | 2:01,76 |
| 2    | Marcello Varallo   | Italia  | 2:02,34 |
| 3    | Herbert Plank      | Italia  | 2:02,99 |
| 4    | Ilario Pegorari    | Italia  | 2:03,01 |
| 5    | Franco Bieler      | Italia  | 2:03,06 |
| 6    | Giuliano Besson    | Italia  | 2:03,27 |
| 7    | Giulio Corradi     | Italia  | 2:03,91 |
| 8    | Renzo Zandegiacomo | Italia  | 2:04,42 |
| 9    | Franco Marconi     | Italia  | 2:05,03 |
| 10   | Tiziano Bieller    | Italia  | 2:06,45 |

Data: 22 febbraio

Località: Ponte di Legno

Pista: Petit Pierre-Corno d'Aola

#### Slalom gigante
| Pos. | Atleta             | Nazione | Tempo   |
| ---- | ------------------ | ------- | ------- |
| 1    | Helmuth Schmalzl   | Italia  | 2:53,14 |
| 2    | Gustav Thöni       | Italia  | 2:53,59 |
| 3    | Ilario Pegorari    | Italia  | 2:54,53 |
| 4    | Franco Bieler      | Italia  | 2:54,84 |
| 5    | Piero Gros         | Italia  | 2:54,95 |
| 6    | Herbert Plank      | Italia  | 2:55,17 |
| 7    | Fausto Radici      | Italia  | 2:55,28 |
| 8    | Willy Demetz       | Italia  | 2:55,84 |
| 9    | Eberhard Schmalzl  | Italia  | 2:56,25 |
| 10   | Renzo Zandegiacomo | Italia  | 2:57,26 |

Data: 23 febbraio

Località: Passo del Tonale

Pista: Serodine

#### Slalom speciale
| Pos. | Atleta            | Nazione | Tempo   |
| ---- | ----------------- | ------- | ------- |
| 1    | Gustav Thöni      | Italia  | 1:04,31 |
| 2    | Roland Thöni      | Italia  | 1:05,74 |
| 3    | Piero Gros        | Italia  | 1:06,87 |
| 4    | Fausto Radici     | Italia  | 1:06,95 |
| 5    | Angelo Radici     | Italia  | 1:08,78 |
| 6    | Paolo De Chiesa   | Italia  | 1:08,83 |
| 7    | Eberhard Schmalzl | Italia  | 1:08,98 |
| 8    | Franco Bieler     | Italia  | 1:09,03 |
| 9    | Ilario Pegorari   | Italia  | 1:09,30 |
| 10   | Willy Demetz      | Italia  | 1:09,73 |

Data: 24 febbraio

Località: Ponte di Legno

Pista: Corno d'Aola

#### Combinata
| Pos. | Atleta          | Nazione | Punti |
| ---- | --------------- | ------- | ----- |
| 1    | Ilario Pegorari | Italia  | 36,33 |
| 2    | Franco Bieler   | Italia  | 36,97 |
| 3    | Willy Demetz    | Italia  | 70,51 |

Data: 22-24 febbraio

Località: Ponte di Legno

Classifica stilata attraverso i piazzamenti ottenuti
in discesa libera e slalom speciale

### Donne

#### Discesa libera
| Pos. | Atleta              | Nazione | Tempo   |
| ---- | ------------------- | ------- | ------- |
| 1    | Maddalena Silvestri | Italia  | 1:36,95 |
| 2    | Claudia Giordani    | Italia  | 1:37,04 |
| 3    | Clotilde Fasolis    | Italia  | 1:37,06 |
| 4    | Sieglinde Zemmer    | Italia  | 1:37,87 |
| 5    | Emanuela Fasoli     | Italia  | 1:38,21 |
| 6    | Patrizia Siorpaes   | Italia  | 1:38,61 |
| 7    | Elena Annovi        | Italia  | 1:39,14 |
| 8    | Patrizia Ravelli    | Italia  | 1:39,77 |
| 9    | Laura Motta         | Italia  | 1:39,92 |
| 10   | Patricia Motta      | Italia  | 1:40,04 |

Data: 22 febbraio

Località: Passo del Tonale

Pista: Giuliana Pirovano

#### Slalom gigante
| Pos. | Atleta             | Nazione | Tempo   |
| ---- | ------------------ | ------- | ------- |
| 1    | Claudia Giordani   | Italia  | 1:30,15 |
| 2    | Daniela Viberti    | Italia  | 1:33,88 |
| 3    | Elena Annovi       | Italia  | 1:34,31 |
| 4    | Laura Motta        | Italia  | 1:36,04 |
| 5    | Ileana Locatelli   | Italia  | 1:37,32 |
| 6    | Tiziana Bracelli   | Italia  | 1:37,72 |
| 7    | Patrizia Siorpaes  | Italia  | 1:38,20 |
| 8    | Edith Elzenbaumer  | Italia  | 1:39,18 |
| 9    | Michaela Valentino | Italia  | 1:39,36 |
| 10   | Jaja Ercolani      | Italia  | 1:39,37 |

Data: 24 febbraio

Località: Passo del Tonale

Pista: Serodine

#### Slalom speciale
| Pos. | Atleta              | Nazione | Tempo   |
| ---- | ------------------- | ------- | ------- |
| 1    | Claudia Giordani    | Italia  | 96,10   |
| 2    | Cristina Tisot      | Italia  | 97,07   |
| 3    | Daniela Viberti     | Italia  | 97,10   |
| 4    | Clotilde Fasolis    | Italia  | 99,97   |
| 5    | Wilma Gatta         | Italia  | 1:00,32 |
| 6    | Patricia Motta      | Italia  | 1:00,40 |
| 7    | Maria Paola Mathieu | Italia  | 1:02,44 |
| 8    | Ileana Locatelli    | Italia  | 1:03,68 |
| 9    | Jaja Ercolani       | Italia  | 1:04,07 |
| 10   | Carmen Rosoleni     | Italia  | 1:04,60 |

Data: 23 febbraio

Località: Ponte di Legno

Pista: Corno d'Aola

#### Combinata
| Pos. | Atleta              | Nazione | Punti  |
| ---- | ------------------- | ------- | ------ |
| 1    | Claudia Giordani    | Italia  | 0,63   |
| 2    | Maria Paola Mathieu | Italia  | 133,13 |
| 3    | Giovanna De Chiesa  | Italia  | 140,38 |

Data: 22-23 febbraio

Località: Ponte di Legno

Classifica stilata attraverso i piazzamenti ottenuti
in discesa libera e slalom speciale